# Liste in Neustadt an der Weinstraße geborener Personen
Die Liste gebürtiger Neustadter enthält Personen, die in Neustadt an der Weinstraße (einschließlich der früher selbständigen und im Laufe der Zeit eingemeindeten Orte) geboren wurden.

## Bis 1800

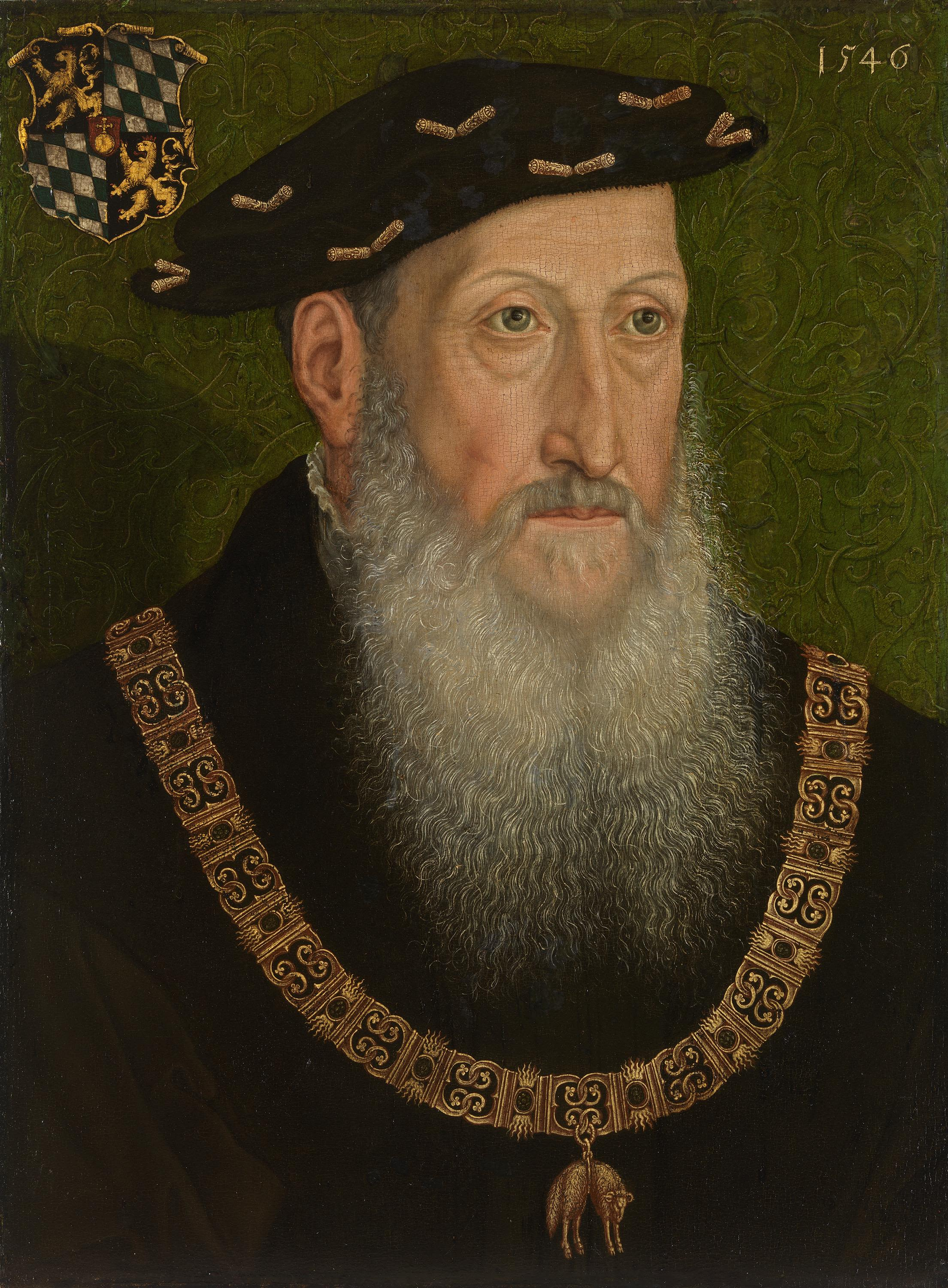
Friedrich II. von der Pfalz

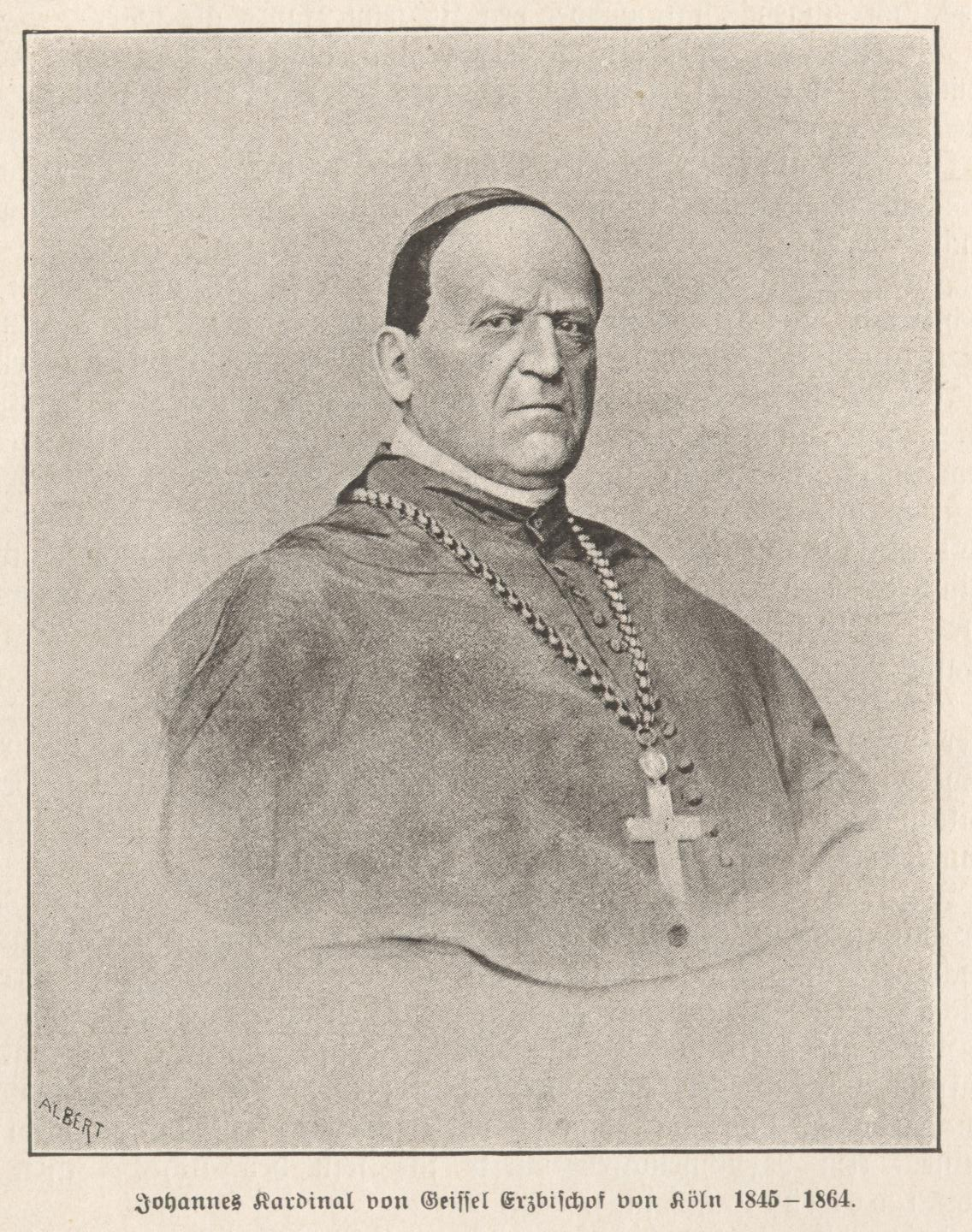
Johannes von Geissel

Friedrich Deidesheimer

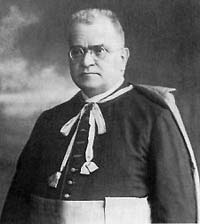
Thaddäus Stahler

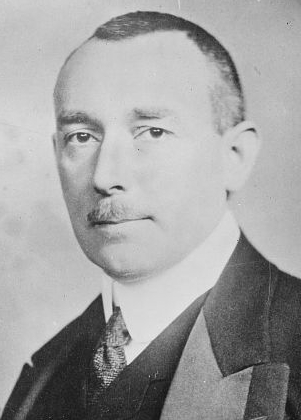
Karl Helfferich

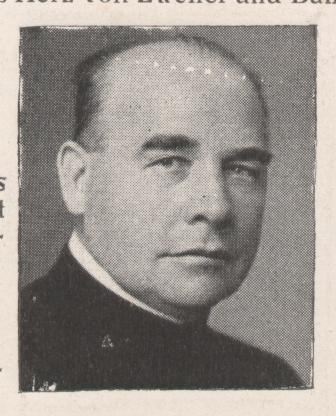
Johannes Pfeiffer

Lina Staab

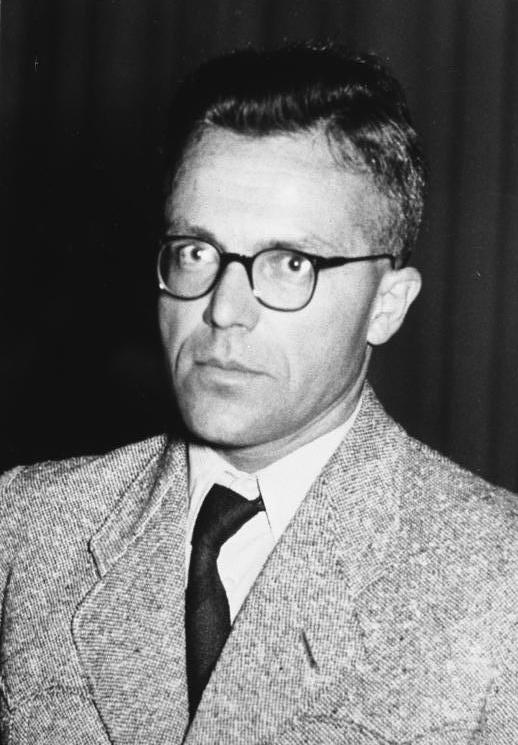
Willi Geiger

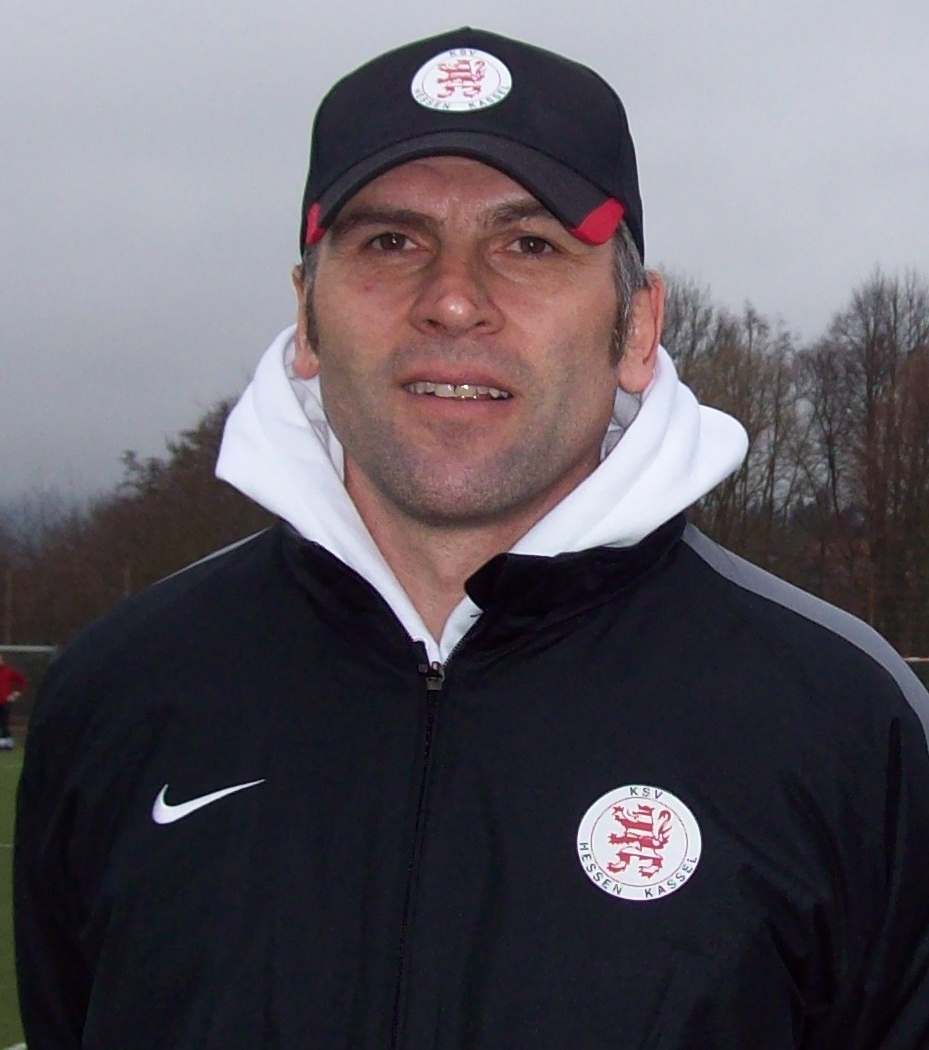
Uwe Wolf

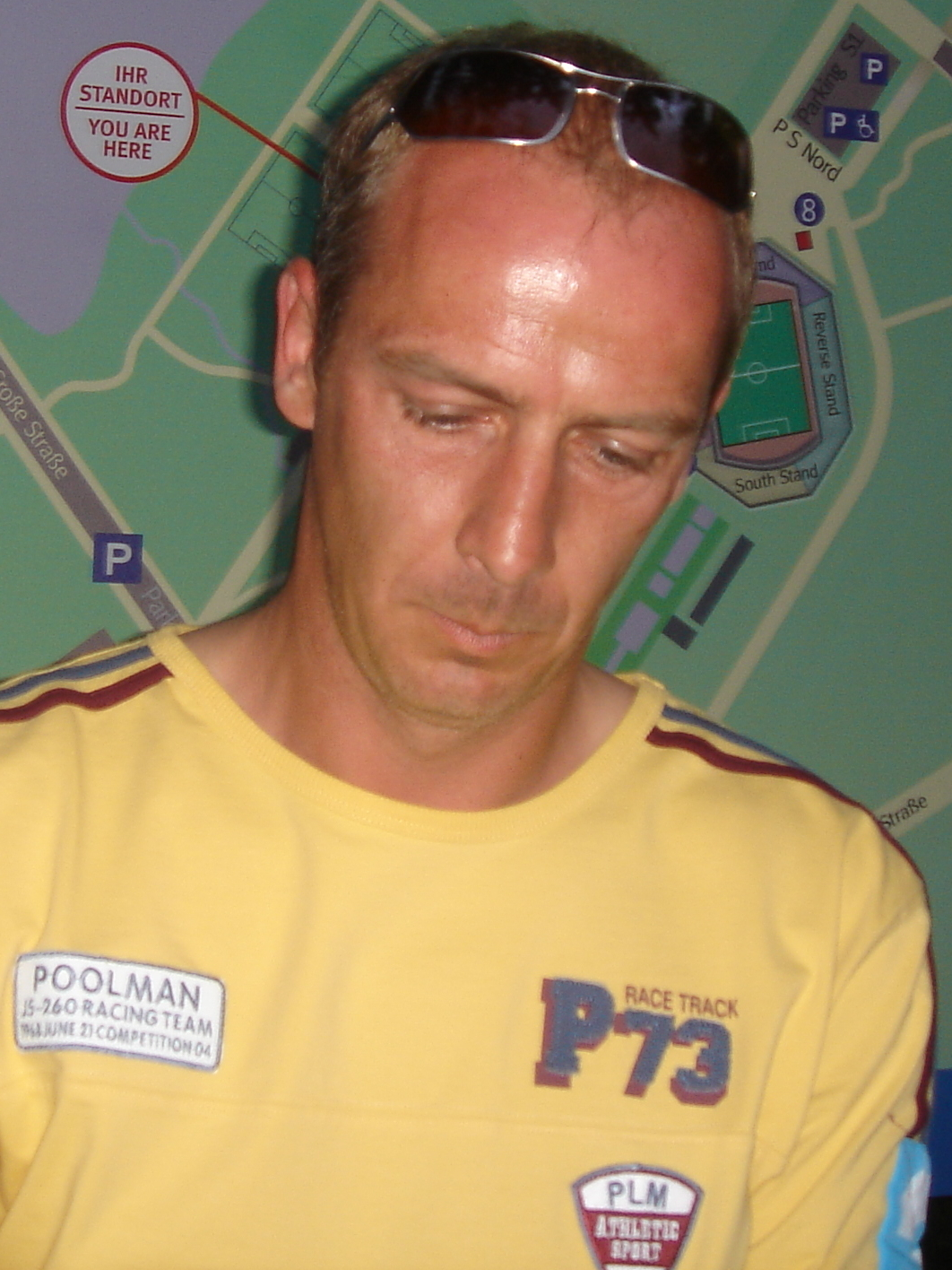
Mario Basler

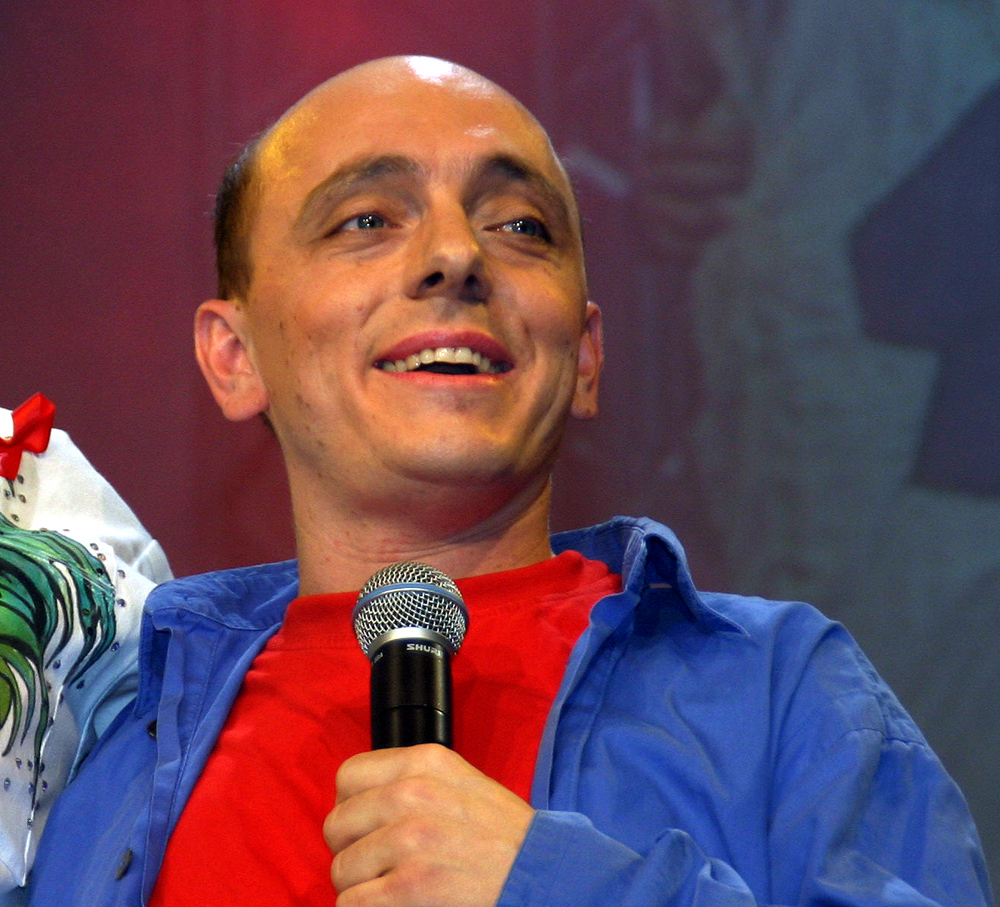
Bernhard Hoëcker

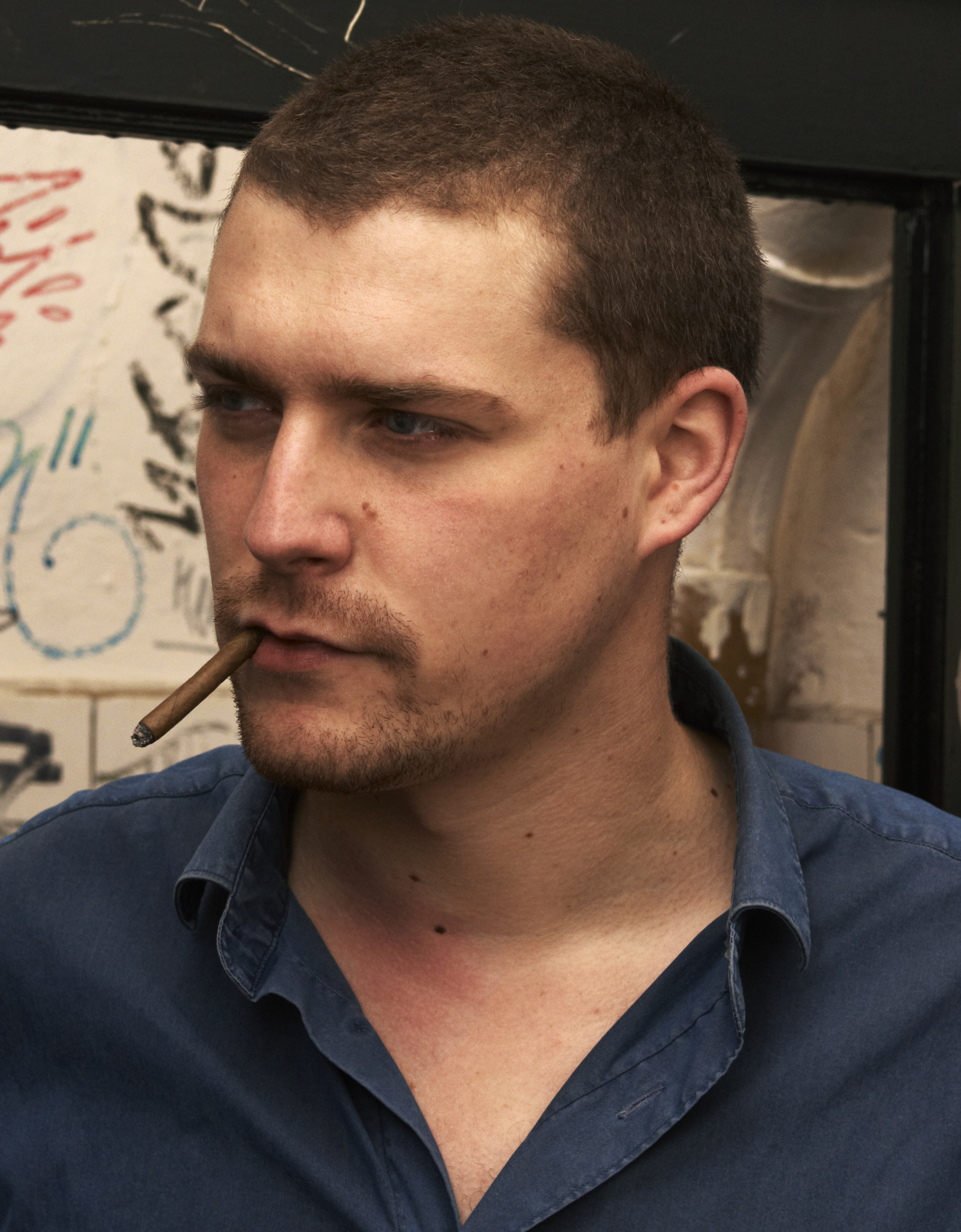
Clint Lukas

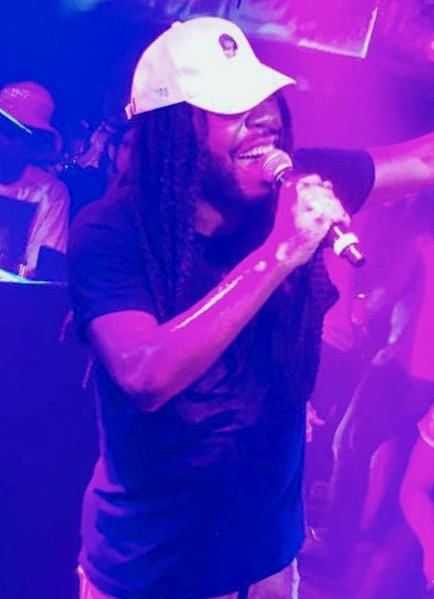
Shelley FKA DRAM

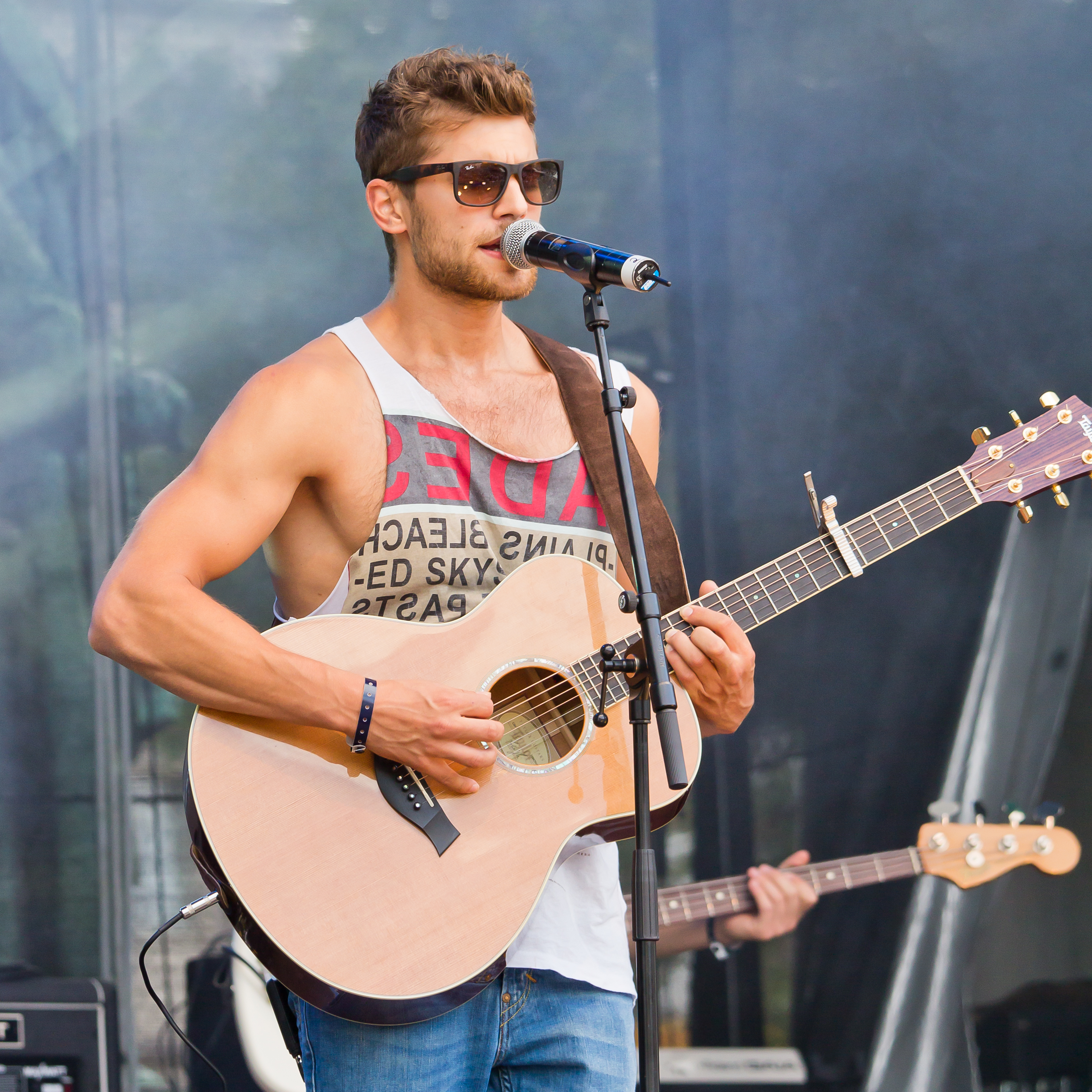
Fabian Buch

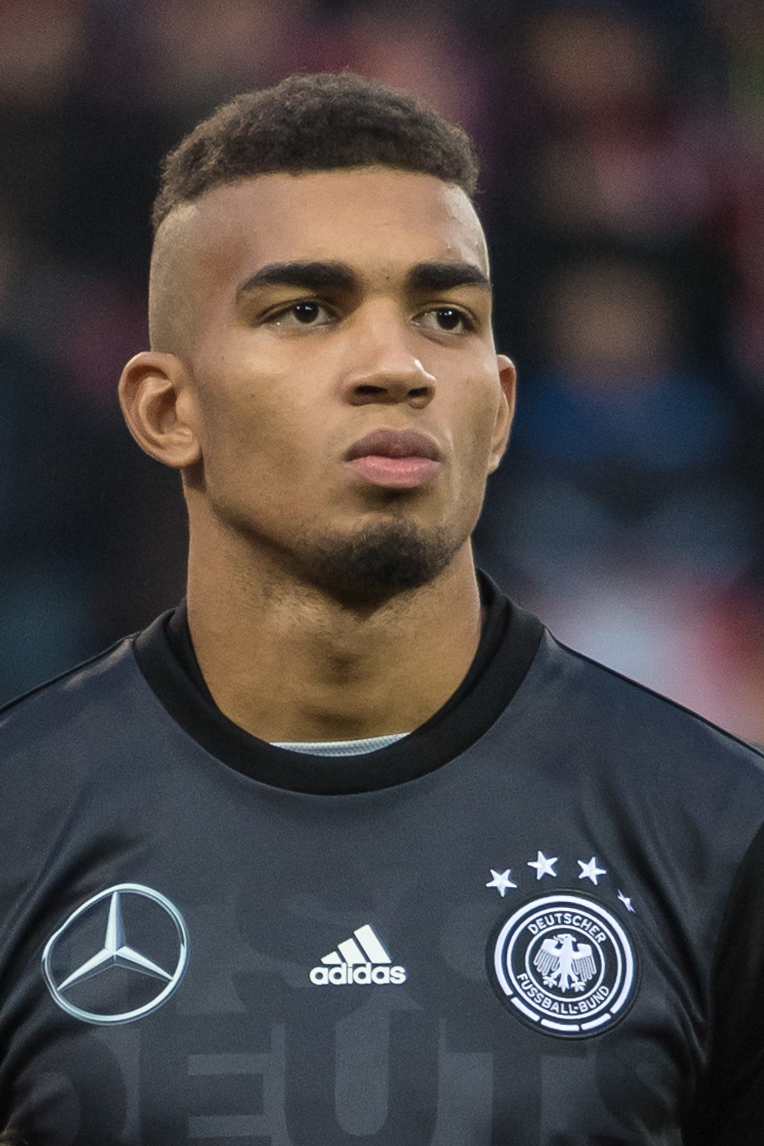
Kevin Akpoguma

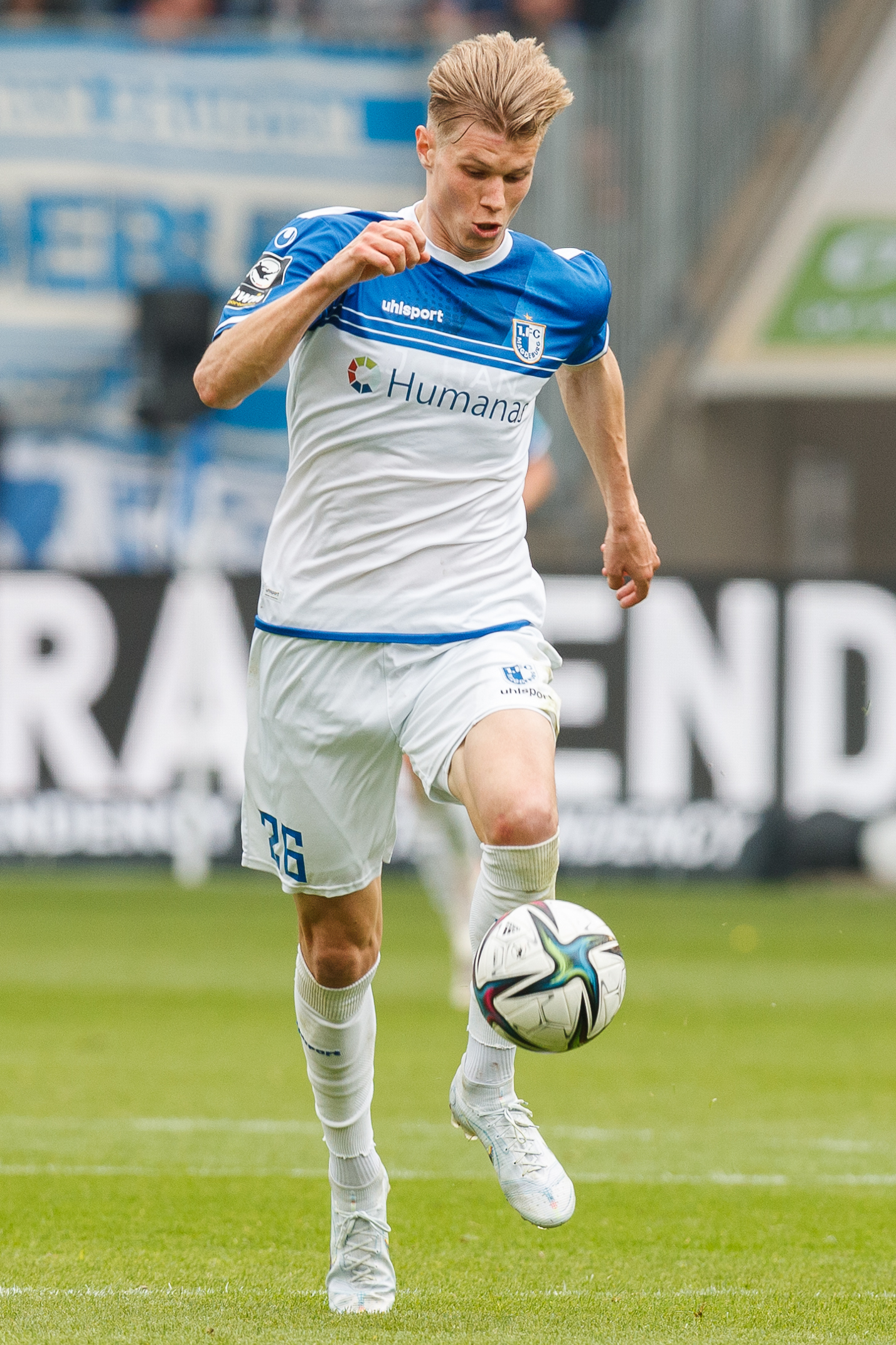
Luca Schuler

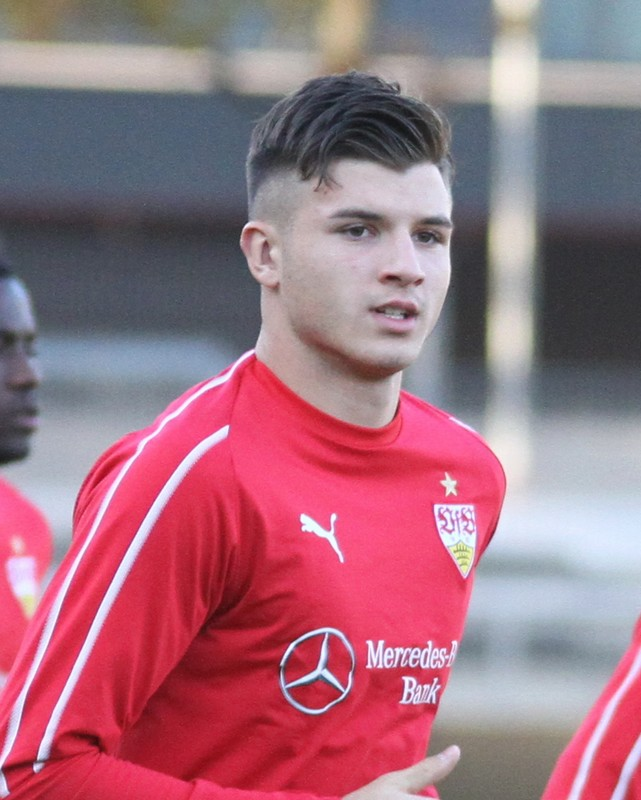
Antonis Aidonis

- Pallas Spangel (≈1445–1512), Priester und Theologieprofessor, Rektor der Universität Heidelberg, Berater und Vizekanzler der Kurfürsten von der Pfalz
- Friedrich II. (1482–1556), Kurfürst von der Pfalz von 1544 bis 1556
- Laurentius Kercher (≈1485–1561), katholischer Priester
- Theodor Schneider (1703–1764), Jesuit
- Francois Ignace de Waldmann (1722–1801), geadelter französischer Offizier, kurpfälzischer Beamter
- Franz Trentel (1730–1804), Jesuit, Professor der Mathematik, Astronom
- Daniel Adolf Weber (1730–1794), Bürgermeister von Elberfeld
- Heinrich Christian Michael von Stengel (1744–1796), französischer General deutscher Nationalität, Heerführer bei Napoleon Bonaparte
- Johann Baptist Schmigd (1752–1828), Stadtphysikus und Medizinalrat in Düsseldorf
- Christian Möllinger (1754–1826), mennonitischer Uhrmacher
- Franz Ludwig von Maubuisson (1765–1836), hessischer Gutsbesitzer und Politiker
- Johann Jakob Schoppmann (1767–1840), Jurist, Politiker und Gutsbesitzer
- Karl August von Beckers zu Westerstetten (1770–1832), Graf und bayerischer General der Infanterie
- Alexander von Dusch (1789–1876), badischer Politiker
- Johannes von Geissel (1796–1864), Kardinal, Erzbischof von Köln, Bischof von Speyer
- Johann Heinrich Hochdörfer (1799–1851), protestantischer Pfarrer, Frühsozialist und Publizist

## 19. Jahrhundert

### 1801 bis 1850
- Johann Philipp Abresch (1804–1861), Teilnehmer des Hambacher Festes von 1832
- Friedrich Deidesheimer (1804–1876), Teilnehmer des Hambacher Festes von 1832
- Karl Friedrich Scholler (1807–1863), Theologe, Schriftsteller und Abgeordneter der Zweiten Kammer der Bayerischen Ständeversammlung
- Ludwig Frey (1810–1871), Jurist und Publizist, Teilnehmer des Hambacher Festes von 1832
- Jakob Becker (1811–1879), Klavierbauer
- Theodor Frey (1814–1897), Weinhändler, Mitglied der Verfassunggebenden Versammlung für Baden 1848 und Initiator des Deutschen Handelstags
- Friedrich Jakob Dochnahl (1820–1904), Naturforscher und Pomologe
- Jakob Ludwig Buhl (1821–1880), Maler, Kupferstecher, Radierer und Lithograf
- Ludwig Groß (1825–1894), Politiker (Nationalliberale Partei)
- Georg Reiffel (1829–1901), Richter und Politiker
- Clemens Grohe (1829–1900), Kaufmann und Politiker (Nationalliberale Partei)
- Max von Siebert (1829–1901), Architekt, oberster Baubeamter Bayerns
- Friedrich Helfferich (1845–1917), Textilfabrikant
- Conrad Freytag (1846–1921), Bauunternehmer
- Heinrich Ebel (1849–1931), Maler und Plastiker

### 1851 bis 1875
- August Rothpletz (1853–1918), Geologe und Paläontologe
- Ludwig Wolff (1857–1919), Chemiker
- Thaddäus Stahler (1857–1938), Prälat, katholischer Würdenträger im Bistum Würzburg
- Franz Xaver Kugler (1862–1929), Astronom, Chemiker, Mathematiker und Theologe
- Jakob Friedrich Bussereau (1863–1919), katholischer Geistlicher
- Albert Fraenkel (1864–1938), Arzt, Tuberkulose- und Herzforscher
- Emilie Feuge-Gleiss (1865–1923), Sopranistin, Opernsängerin und Musikerin
- Eugen Abresch (1867–1952), Unternehmer, Erfinder und Politiker
- Karl Leyser (1868–nach 1933), Verwaltungsjurist und Bezirksoberamtmann
- Karl Rassiga (1869–1925), Politiker
- Georg Stuhlfauth (1870–1942), Archäologe und Kirchenhistoriker
- Otto Kranzbühler (1871–1952), Marineoffizier
- Karl Helfferich (1872–1924), Bankier und Politiker (DNVP) in der Weimarer Republik
- Wendelin Leonhardt (1872–1949), Architekt
- Heinrich Strieffler (1872–1949), Maler
- Hermann Göhler (1874–1959), Maler und Kunstgewerbler
- Heinrich Hensel (1874–1935), Opernsänger

### 1876 bis 1900
- Edgar Dacqué (1878–1945), Paläontologe
- Emil Helfferich (1878–1972), international tätiger Kaufmann
- Ernst Domke (1882–1945), Politiker (SPD)
- Hans Geiger (1882–1945), Physiker, Erfinder des Geigerzählers
- Ludwig Pollak (1882–1953), Politiker (NSDAP), Landrat im Landkreis Wertingen
- Alfred Köhler (1883–1945), Staatsanwalt und Richter
- Otto Dill (1884–1957), Maler
- Friedrich Sprater (1884–1952), Historiker
- Wilhelm Riehm (1885–1934), Maschinenbauingenieur und Experte für Dieselmotoren
- Ferdinand Grün (1886–1968), Politiker (Zentrum, CDU)
- Johannes Pfeiffer (1886–1965), katholischer Priester, Professor in Santiago de Chile
- Wilhelm Simpfendörfer (1888–1973), Politiker (CDU), baden-württembergischer Kultusminister
- Friedrich Karl Bossert (1889–1949), Politiker (DNVP, NSDAP)
- Elk Eber (1892–1941), Maler und Grafiker
- Otto Sartorius (1892–1977), Weinbauunternehmer und Dozent
- Hermann Künneth (1892–1975), Mathematiker
- Carl August Lieberich (1893–1970), Geschäftsführer
- Rudolf Kohl (1895–1964), Politiker (KPD)
- Gottfried Ries (1895–1941), Generalmajor der Wehrmacht
- Werner Beinhauer (1896–1983), Romanist und Hispanist
- Wilhelm Schulte II. (1896–1977), Architekt und langjähriger Leiter des Bischöflichen Bauamtes der Diözese Speyer

## 20. Jahrhundert

### 1901 bis 1925
- Franz Pfeiffer (1900–1979), Verwaltungsjurist, Regierungspräsident der Pfalz
- Lina Staab (1901–1987), Dichterin
- Walther Baier (1903–2003), Tierarzt, Veterinärgynäkologe und -kliniker
- Friedrich Siebert (1903–1966), Jurist und SS-Funktionär
- Hans Cohrssen (1905–1997), deutsch-amerikanischer Volkswirt
- Erich Stolleis (1906–1986), Jurist und Politiker (NSDAP)
- Herbert Meininger (1907–1987), Verleger
- Robert Weißmann (1907–1974), Lagerkommandant des KZ Zschorlau im sächsischen Erzgebirge
- Walter Bruch (1908–1990), Erfinder des PAL-Farbfernsehsystems
- Rudolf Manz (1908–1996), Rechtsmediziner
- Karl Richard Weintz (1908–2010), nationalsozialistischer Aktivist, Regierungsrat, SS-Sturmbannführer und Referatsleiter im Reichssicherheitshauptamt (RSHA)
- Willi Geiger (1909–1994), Jurist
- Eric Sonneman (1910–2004), Fotograf und Fotolaborant
- Helmut Unkelbach (1910–1968), Mathematiker, Politikwissenschaftler und Hochschullehrer
- Hermann Conrad (1911–1995), Önologe, Reblauskommissar
- Emil Josef Clade (1916–2010), deutscher Kampfflieger und Luftfahrtpionier
- Heiner Schumann (1917–2009), Künstler
- Fritz Wiedemann (1920–1987), Maler und Bildhauer
- Herbert Culmann (1921–1998), Jurist und Vorstandsvorsitzender der Deutschen Lufthansa AG
- Heinz Schöffler (1921–1973), Lektor, Schriftsteller, Literatur- und Kunstkritiker
- Walter Eitelmann (1922–2009), Heimatforscher, Autor von Rittersteine im Pfälzerwald
- Karlheinz Rudolph (1923–1994), Fernsehjournalist

### 1926 bis 1940
- Günther Osche (1926–2009), Evolutionsbiologe, Ökologe und Parasitologe
- Hans-Rolf Peter (1926–2020), Maler
- Rudolf Stich (1926–2012), Verwaltungsrichter und ordentlicher Professor an der Universität Kaiserslautern
- Rudolf Krieg (1927–1988), Schauspieler
- Rudi Scheuermann (1929–2016), Bildhauer
- Elisabeth Kuhn (1930–2012), erste Deutsche Weinkönigin
- Marie-Luise Morawietz (1932–2014), Politikerin (SPD)
- Ruth Diehl (* 1936), Nachrichtensprecherin und Schauspielerin
- Manfred Vetter (1936–2014), Unternehmer und Mäzen, Stifter des Otto-Dill-Museums
- Roland Leuschel (* 1937), Bankier und Autor
- Hans Jörg Böhm (* 1938), Önologe und Rebenzüchter
- Karl-Heinz Gierke (1938–2020), Schauspieler
- Peter Hüttenberger (1938–1992), Historiker
- Werner Korb (* 1938), Künstler
- Dieter Riesenberger (1938–2023), Historiker
- Alfred Mechtersheimer (1939–2018), Politikwissenschaftler und Politiker
- Erika Müller-Pöhl (* 1939), Gebrauchsgrafikerin und Buchillustratorin
- Horst Jürgen Weiler (* 1939), Oberbürgermeister in Neustadt (1992–2001)
- Günter Bamberg (* 1940), Mathematiker
- Hans Becker (* 1940), Pharmakologe
- Günter Krämer (* 1940), Theaterregisseur, Opernregisseur und Theaterintendant
- Bernd Thum (1940–2018), Mediävist

### 1941 bis 1950
- Harald Dickerhof (1941–2010), Historiker
- Willi Wagner (* 1941), Hindernisläufer
- Wolfgang Schnarr (1941–2025), Fußballtorwart
- Norbert Wokart (* 1941), Philosoph und Autor
- Otto H. Becker (* 1942), Historiker und Archivar
- Hans-Heinrich Fußer (* 1942), Maler, Grafiker und ehemaliger Hochschullehrer
- Karl Inhofer (1942–2016), Verwaltungsbeamter
- Hans Christof Müller-Busch (* 1943), Arzt, Hochschullehrer und Autor
- Gerhard Weber (1943–1997), Politiker (CDU)
- Hans-Jochem Kolb (* 1944), Hämatologe und Onkologe
- Hartwig Weber (* 1944), Autor
- Jörg Zimmermann (* 1944), Diplomat
- Gerd Weiland (* 1945), Bildender Künstler
- Brigitta Dresewski (* 1946), Schauspielerin und Fernsehregisseurin
- Werner Schreiner (* 1947), Historiker und Verkehrsexperte
- Helmut Bernhard (* 1948), Provinzialrömischer Archäologe
- Mario Scheuermann (1948–2015), Weinautor
- Walter Teusch (* 1948), Jurist und Politiker (FDP)
- Christian Germann (1949–2023), Diplomat
- Judith Kauffmann (* 1949), Journalistin und Fernsehmoderatorin
- Karl-Ludwig Sauer (* 1949), Künstler
- Franz Schwarzwälder (* 1949), Fußballspieler
- Udo Röbel (* 1950), Journalist

### 1951 bis 1960
- Reinhard Bachtler (* 1951), Architekt, Stadtplaner, Bildhauer, Künstler und Graphiker
- Bodo Kraft (* 1951), Maler und Zeichner
- Peter Dieter (1952–2019), Hochschullehrer in Dresden, erhielt 2010 den Ars legendi-Preis für exzellente Hochschullehre
- Heiner Goebbels (* 1952), Musiker, Komponist, Hörspielautor und Regisseur
- Ulrike Gerst (* 1953), Malerin
- Gunhild Hoelscher (* 1953), Violinistin, Solistin und Kammermusikerin
- Norbert Blum (* 1954), theoretischer Informatiker und Hochschullehrer an der Universität Bonn
- Erika Spieß (* 1954),  Psychologin und außerplanmäßige Professorin für Wirtschafts- und Organisationspsychologie an der Ludwig-Maximilians-Universität München
- Gregor Braun (* 1955), Rad-Olympiasieger
- Thomas Metz (* 1955), Architekt und Denkmalpfleger
- Ruth Ratter (* 1955), Politikerin (GRÜNE)
- Angelika Schneider (* 1955), Philologin
- Rolf Lindemann (* 1957), Politiker (SPD)
- Achim Niederberger (1957–2013), Unternehmer
- Wolfgang Franz (* 1958), Chirurg, Unfallchirurg und Sportmediziner
- Sinje Dillenkofer (* 1959), Bildende Künstlerin und Fotografin
- Thomas Eckert (* 1959), Professor für allgemeine Pädagogik, Erziehung- und Sozialisationsforschung
- Bertram Brossardt (* 1960), Wirtschaftsfunktionär
- Barbara Rumpf (* 1960), Bildhauerin
- Wolfgang Wessel (* 1960), Diplomat

### 1961 bis 1970
- Klaus Dörr (* 1961), Theaterintendant
- Malu Dreyer (* 1961), Politikerin (SPD) und rheinland-pfälzische Ministerpräsidentin
- Thomas Kiefer (* 1962), Theologe und Pädagoge
- Julia Philippi (* 1962), Politikerin (CDU)
- Ingo Röthlingshöfer (* 1962), Politiker (CDU)
- Gerald Gaß (* 1963), Präsident der Deutschen Krankenhausgesellschaft
- Andrea Mohr (* 1963), Autorin und frühere Drogenschmugglerin
- Gotelind Müller-Saini (* 1963), Sinologin
- Christian Armbrüster (* 1964), Richter und Hochschullehrer
- Matthias Frey (* 1964), Richter und Politiker (FDP)
- Rainer Winter (Rainer F. Winter; * 1964), Chemiker und Hochschullehrer
- Steffen Christmann (* 1965), Unternehmer
- Markus Warg (* 1965), Ökonom
- Kai Handel (* 1966), Wissenschaftsmanager
- Valeska Peschke (* 1966), Konzeptkünstlerin
- Randolf Stich (1966–2023), Jurist und Politiker (SPD)
- Uwe Wolf (* 1967), Fußballspieler
- Mario Basler (* 1968), Fußballspieler
- Zam Helga (* 1968), Musiker
- Carola Noelle-Hauck (* 1968), Drehbuchautorin, Filmeditorin und Filmregisseurin
- Bernt Schiele (* 1968), Informatiker und wissenschaftlicher Direktor am Max-Planck-Institut für Informatik
- Hato Schmeiser (* 1968), Ökonom
- Henning Wiegräbe (* 1968), Posaunist, Dirigent und Hochschullehrer
- Stefan Ertl (* 1969), Fußballspieler
- Sven Hagolani (* 1969), Fotograf und bildender Künstler
- Nicole Metzger (* 1969), Jazzsängerin
- Marcus Watta (* 1969), Komponist und Musiker
- Bernhard Hoëcker (* 1970), Comedian
- Marlene Schnabel-Marquardt (* 1970), Mehrspartenkünstlerin
- Thomas Stephan (* 1970), Politiker (AfD)
- Martin Stuflesser (* 1970), römisch-katholischer Theologe, Liturgiewissenschaftler und Hochschullehrer

### 1971 bis 1980
- Sin with Sebastian (* 1971), Popsänger
- Florian Rödl (* 1972), Rechtswissenschaftler und Hochschullehrer an der Freien Universität Berlin
- Barbara Schönig (* 1974), Architekturwissenschaftlerin, Hochschullehrerin und politische Beamtin
- Christoph Vatter (* 1974), Romanist
- Katja Leikert (* 1975), Politikerin (CDU)
- Gustav Policella (* 1975), Fußballspieler
- Christian Torkewitz (* 1975), Jazzmusiker
- Andreas Wunn (* 1975), Moderator
- Franziskus von Heereman (* 1976), Philosoph
- Felix Gerbrod (* 1977), Regisseur
- Florian Seiller (* 1977), Historiker und wissenschaftlicher Mitarbeiter
- Marc Weigel (* 1978), Politiker (FWG)
- Dirk Herber (* 1979), Politiker (CDU)

### 1980 bis 2000
- Danko Bošković (* 1982), Fußballspieler
- Dominik Schmitt (* 1983), Künstler
- Clint Lukas (* 1985), Autor und Regisseur
- Florian Maier (* 1985), Politiker (SPD)
- Moritz Oeler (* 1985), Wasserballspieler
- Melanie Platz (* 1985/86), Mathematikdidaktikerin
- Maximilian Mann (* 1987), Musicaldarsteller
- Shelley FKA DRAM (* 1988), US-amerikanischer Rapper
- Eva Rumpf (* 1988), Keramikerin
- Fabian Buch (* 1990), Sänger
- Simon Werdelis (* 1990), Schauspieler
- Eva Croissant (* 1991), Sängerin und Songwriterin
- Liza Grimm (* 1992), Autorin
- Dominique Heintz (* 1993), Fußballspieler
- Philipp Krebs (* 1994), Komponist
- Kevin Akpoguma (* 1995), Fußballspieler
- Juliana Saib (* 1996), Jazzmusikerin und Malerin
- Tim Hellwig (* 1999), Leichtathlet
- Luca Schuler (* 1999), Fußballspieler
- Bettina Bormann (* vor 2000), Poetin und Musikerin bei der EBM-Band Oberer Totpunkt
- Ursula Kissel (* vor 2000), Autorin

## 21. Jahrhundert
- Antonis Aidonis (* 2001), Fußballspieler
- Saskia Woidy (* 2001), Leichtathletin
- Aaron Basenach (* 2003), Fußballspieler
- Kennedy Okpala (* 2004), Fußballspieler